# Pacto Civil de Solidaridad (Coahuila)
El Pacto Civil de Solidaridad es un conjunto de reformas al Código Civil del Estado de Coahuila, aprobadas el 11 de enero de 2007; y, que consisten en la unión civil de dos personas sin distinción del sexo:
Artículo 385-1. El Pacto Civil de Solidaridad es un contrato celebrado por dos personas físicas, mayores de edad, de igual o distinto sexo, para organizar su vida en común. Quienes lo celebran se considerarán compañeros civiles.
Los compañeros civiles, se deben ayuda y asistencia mutua, consideración y respeto, así
como deber de gratitud recíprocos y tendrán obligación de actuar en interés común; de igual
manera tendrán derecho a alimentos entre sí.
Cabe destacar que Coahuila, fue uno de los primeras entidades federativas de México, que legalizaron las uniones homosexuales en el país.